# DFB-Supercup 1992
DFB-Supercup 1992 bylo historicky šesté jednozápasové utkání každoročně pořádané soutěže zvané DFL-Supercup. Účastníci soutěže byli dva - vítěz německé Bundesligy sezony 1991/92 VfB Stuttgart se utkal s vítězem německého poháru DFB-Pokal za sezonu 1991/92, kterým byl Hannover 96.
Utkání se odehrálo 11. srpna 1992 na Niedersachsenstadionu v Hannoveru. Vítězem tohoto ročníku DFB-Supercupu s díky výhře 3:1 stal celek VfB Stuttgart.

## Detaily zápasu
| 11. 8. 1992 20:15 SELČ            |               |             |                                                                          |
| VfB Stuttgart                     | 3 : 1 (2 : 1) | Hannover 96 | Niedersachsenstadion, Hannover diváci: 21 200 rozhodčí: Gerhard Theobald |
| Gaudino 30' Buchwald 42' Kögl 58' | Report        | 3' Koch     | Niedersachsenstadion, Hannover diváci: 21 200 rozhodčí: Gerhard Theobald |